# Policier auxiliaire
Ne doit pas être confondu avec policier adjoint.

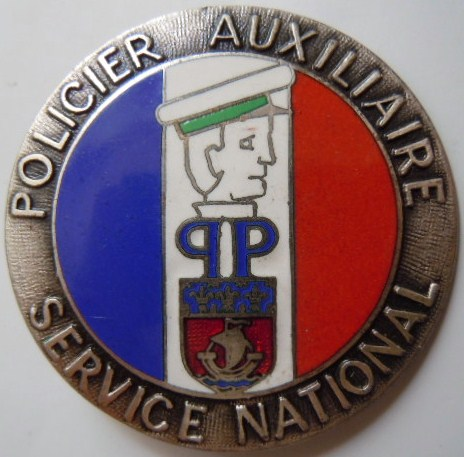
Insigne de policier auxiliaire affecté à la Préfecture de police de Paris.

Les policiers auxiliaires (PA) étaient, en France, des appelés du contingent ayant choisi d'effectuer leur service national comme auxiliaires dans la Police nationale. Cette possibilité avait été introduite par la loi no 87-512 du 10 juillet 1987.
Revêtus de l'uniforme de la Police nationale, ils étaient différenciés de leurs collègues titulaires par leurs épaulettes vertes, le bandeau vert de leurs casquettes et le galonnage qui se portait sur la manche de l'uniforme 
La hiérarchie des policiers auxiliaires et sa correspondance avec la hiérarchie militaire sont fixées comme suit: 
1° Gardien de la paix auxiliaire de 2e classe de la police nationale : soldat de 2e classe ;
2° Gardien de la paix auxiliaire de 1re classe de la police nationale : caporal ;
3° Sous-brigadier auxiliaire de 2ème classe de la police nationale : caporal-chef ;
4° Sous-brigadier auxiliaire de 1ère classe de la police nationale : sergent.
L'avancement des policiers auxiliaires en service actif, et de ceux de la disponibilité et de la réserve, est subordonné au respect des règles suivantes :
1° Le gardien de la paix auxiliaire de 2e classe de la police nationale ne peut être nommé gardien de la paix auxiliaire de 1re classe de la police nationale s'il n'a obtenu une qualification définie par le ministre de l'intérieur et accompli quatre mois de service effectif à compter de son incorporation.
2° Le gardien de la paix auxiliaire de 1re classe de la police nationale ne peut être nommé sous-brigadier auxiliaire de 2e classe de la police nationale s'il n'a obtenu une qualification définie par le ministre de l'intérieur et accompli deux mois de service actif dans son grade.
3° Le sous-brigadier auxiliaire de 2e classe de la police nationale ne peut être nommé sous-brigadier auxiliaire de 1re classe de la police nationale s'il n'a obtenu une qualification définie par le ministre de l'intérieur et accompli deux mois de service actif dans son grade.
Ils effectuaient des missions de soutien, circulation, renseignement aux passants, îlotage.
Les policiers auxiliaires étaient armés de pistolets semi-automatiques Unique Rr51 de calibre 7,65 mm court. 
Les policiers auxiliaires étaient accompagnés, en théorie, de manière  permanente  par des fonctionnaires de police sur le terrain. Ils bénéficiaient en outre d'une formation initiale et continue  dans les centres de formation de la police nationale ou dans les écoles nationales de police (ENP) : tir au pistolet semi-automatique, combat, simulation d'interpellation et d'arrestation, etc.
En 1998, les policiers auxiliaires étaient au nombre de 6 520.
Ils ont disparu avec la suspension du service national en 2001, en partie remplacés par les adjoints de sécurité (appelés policiers adjoints depuis 2021).